# متحف التاريخ الطبيعي أبو ظبي
متحف التاريخ الطبيعي أبوظبي هو متحف قيد الإنشاء في مدينة أبو ظبي، الإمارات العربية المتحدة. يقع المتحف في منطقة السعديات الثقافية، ويمتد على مساحة تزيد عن 35،000 متر مربع ومن المتوقع اكتماله عام 2025.

## تصميم المتحف
صممت شركة ميكانو المتحف ليحاكي التكوينات الصخرية الطبيعية، مما يعكس هدفه المتمثل بتعزيز فهم العالم الطبيعي. ويوظف المبنى في تصميمه الهندسة الخماسية كموضوع رئيسي، حيث يحاكي الشكل الخماسي التركيبة الخلوية للعالم الطبيعي. كما تلعب المياه والحياة النباتية دوراً جوهرياً في التصميم، وهما رمزان مهمان للحياة في الصحراء. وبالإضافة إلى مناطق العرض، سيضم المتحف أيضاً مرافق ومساحات عرض مؤقتة للمناسبات الخاصة.

## مقتنيات المتحف
سيكون هيكل التيرانوصور الشهير ستان من أبرز مقتنيات المتحف الجديد، وهو يُعتبر واحدًا من أفضل الأحافير المحفوظة بالإضافة إلى نيزك مورشيسون الذي أتاح للعلماء اكتشاف معلومات جديدة حول بدايات تكوّن النظام الشمسي.